# Žminj
Žminj (tyska: Schwing, italienska: Gimino) är en centralort och en kommun i Istriens län, i nordvästra Kroatien. Staden hade enligt 2001 års folkräkning 722 invånare medan kommunen hade 3 447 invånare. Av dessa var nära 78% kroater. Žminj är belägen i centrala Istrien, cirka 15 kilometer söder om Pazin. Staden blev en egen kommun 1993, efter att ha tidigare tillhört Rovinjs kommun.